# Daïra de Metlili
La daïra de Metlili est une daïra d'Algérie située dans la wilaya de Ghardaïa et dont le chef-lieu est la ville éponyme de Metlili.